# ISO/IEC 27002
ISO/IEC 27002 (anteriormente denominada ISO 17799) es un estándar para la seguridad de la información publicado por la Organización Internacional de Normalización y la Comisión Electrotécnica Internacional.  La versión más reciente es la ISO/IEC 27002:2022, Information security, cybersecurity and privacy protection — Information security controls. 

## Precedentes y evolución histórica
El estándar ISO/IEC 17799 tiene su origen en el British Standard BS 7799-1 que fue publicado por primera vez en 1995. En el año 2000 la Organización Internacional de Normalización y la Comisión Electrotécnica Internacional publicaron el estándar ISO/IEC 17799:2000, con el título de Information technology - Security techniques - Code of practice for information security management. Tras un periodo de revisión y actualización de los contenidos del estándar, se publicó en el año 2005 el documento modificado ISO/IEC 17799:2005.
Con la aprobación de la norma ISO/IEC 27001 en octubre de 2005 y la reserva de la numeración 27 000 para la Seguridad de la Información, el estándar ISO/IEC 17799:2005 pasó a ser renombrado como ISO/IEC 27002 en el año 2007.

## Publicación de la norma en diversos países
En España existe la publicación nacional UNE-ISO/IEC 17799, que fue elaborada por el comité técnico AEN/CTN 71 y titulada Código de buenas prácticas para la Gestión de la Seguridad de la Información, que es una copia idéntica y traducida del inglés de la Norma Internacional ISO/IEC 17799:2000. La edición en español equivalente a la revisión ISO/IEC 17799:2005 se estima que esté disponible en la segunda mitad del año 2006.
En Perú la ISO/IEC 17799:2000 es de uso obligatorio en todas las instituciones públicas desde agosto del 2004, estandarizando de esta forma los diversos proyectos y metodologías en este campo, respondiendo a la necesidad de seguridad por el uso intensivo de Internet y redes de datos institucionales, la supervisión de su cumplimiento está a cargo de la Oficina Nacional de Gobierno Electrónico e Informática - ONGEI (www.ongei.gob.pe).
En Chile, se empleó la ISO/IEC 17799:2005 para diseñar la norma que establece las características mínimas obligatorias de seguridad y confidencialidad que deben cumplir los documento electrónicos de los órganos de la Administración del Estado de la República de Chile, y cuya aplicación se recomienda para los mismos fines, denominado Decreto Supremo n.º 83, "NORMA TÉCNICA SOBRE SEGURIDAD Y CONFIDENCIALIDAD DEL DOCUMENTO ELECTRÓNICO". En 2013, el Instituto de Normalización Nacional (INN), homologó la norma vigente en el documento Nch ISO27002 Of. 2013.
En Bolivia, se aprobó la primera traducción bajo la sigla NB ISO/IEC 17799:2003 por el Instituto de Normalización y calidad IBNORCA el 14 de noviembre de 2003. Durante el año 2007 se aprobó una actualización a la norma bajo la sigla NB ISO/IEC 17799:2005. Actualmente el IBNORCA ha emitido la norma NB ISO/IEC 27001 y NB ISO/IEC 27002.
El estándar ISO/IEC 17799 tiene equivalentes directos en muchos otros países. La traducción y publicación local suele demorar varios meses hasta que el principal estándar ISO/IEC es revisado y liberado, pero el estándar nacional logra así asegurar que el contenido haya sido precisamente traducido y refleje completa y fehacientemente el estándar ISO/IEC 17799. A continuación se muestra una tabla con los estándares equivalentes de diversos países:
| Países                  | Estándar equivalente                                  |
| ----------------------- | ----------------------------------------------------- |
| Argentina               | IRAM-ISO-IEC 27002:2008                               |
| Australia Nueva Zelanda | AS/NZS ISO/IEC 27002:2006                             |
| Brasil                  | ISO/IEC NBR 17799/2007 - 27002                        |
| Francia                 | ČSN ISO/IEC 27002:2006                                |
| Dinamarca               | DS484:2005                                            |
| Alemania                | EVS-ISO/IEC 17799:2003, 2005 versión en traducción    |
| Japón                   | JIS Q 27002                                           |
| Italia                  | LST ISO/IEC 17799:2005                                |
| Países Bajos            | NEN-ISO/IEC 17799:2002 nl, 2005 versión en traducción |
| Polonia                 | PN-ISO/IEC 17799:2007, basada en ISO/IEC 17799:2005   |
| España                  | NTP-ISO/IEC 17799:2007                                |
| España                  | NB-ISO/IEC 17799:2005                                 |
| Países Bajos            | SANS 17799:2005                                       |
| España                  | UNE 71501                                             |
| Suecia                  | SS 627799                                             |
| Portugal                | TS ISO/IEC 27002                                      |
| Reino Unido             | BS ISO/IEC 27002:2005                                 |
| Chile                   | BS ISO/IEC 27002:2005                                 |
| Brasil                  | UNIT/ISO 17799:2005                                   |
| Chile                   | Nch ISO-27002 Of. 2013                                |
| Rusia                   | ГОСТ/Р ИСО МЭК 17799-2005                             |
| China                   | GB/T 22081-2008                                       |
| México                  | NMX-I-27002-NYCE-2015                                 |

## Directrices del estándar
ISO/IEC 27002 proporciona recomendaciones de las mejores prácticas en la gestión de la seguridad de la información a todos los interesados y responsables en iniciar, implantar o mantener sistemas de gestión de la seguridad de la información. La seguridad de la información se define en el estándar como "la preservación de la confidencialidad (asegurando que sólo quienes estén autorizados pueden acceder a la información), integridad (asegurando que la información y sus métodos de proceso son exactos y completos) y disponibilidad (asegurando que los usuarios autorizados tienen acceso a la información y a sus activos asociados cuando lo requieran)".
La versión de 2013 del estándar describe los siguientes catorce dominios principales:
1. Políticas de Seguridad: Sobre las directrices y conjunto de políticas para la seguridad de la información. Revisión de las políticas para la seguridad de la información.
  1. Gestión directiva en seguridad
2. Organización de la Seguridad de la Información: Trata sobre la organización interna: asignación de responsabilidades relacionadas con la seguridad de la información, segregación de funciones, contacto con las autoridades, contacto con grupos de interés especial y seguridad de la información en la gestión de proyectos.
  1. Organización interna
  2. Dispositivos móviles y teletrabajo
3. Seguridad de los Recursos Humanos: Comprende aspectos a tomar en cuenta antes, durante y para el cese o cambio de trabajo. Para antes de la contratación se sugiere investigar los antecedentes de los postulantes y la revisión de los términos y condiciones de los contratos. Durante la contratación se propone se traten los temas de responsabilidad de gestión, concienciación, educación y capacitación en seguridad de la información. Para el caso de despido o cambio de puesto de trabajo también deben tomarse medidas de seguridad, como lo es des habilitación o actualización de privilegios o accesos.
  1. Pre contratación
  2. Durante el contrato
  3. Finalización y cambio de contrato
4. Gestión de los Activos: En esta parte se toca la responsabilidad sobre los activos (inventario, uso aceptable, propiedad y devolución de activos), la clasificación de la información (directrices, etiquetado y manipulación, manipulación) y manejo de los soportes de almacenamiento (gestión de soporte extraíbles, eliminación y soportes físicos en tránsito).
  1. Responsabilidad por los activos
  2. Clasificación de la información
  3. Manejo de los medios de comunicación
5. Control de Accesos: Se refiere a los requisitos de la organización para el control de accesos, la gestión de acceso de los usuarios, responsabilidad de los usuarios y el control de acceso a sistemas y aplicaciones.
  1. Requisitos empresariales para el control de acceso
  2. Gestión del acceso en usuarios
  3. Responsabilidades del usuario
  4. Control de acceso en sistemas y aplicaciones
6. Cifrado: Versa sobre los controles como políticas de uso de controles de cifrado y la gestión de claves.
  1. Controles en el cifrado
7. Seguridad Física y Ambiental: Habla sobre el establecimiento de áreas seguras (perímetro de seguridad física, controles físicos de entrada, seguridad de oficinas, despacho y recursos, protección contra amenazas externas y ambientales, trabajo en áreas seguras y áreas de acceso público) y la seguridad de los equipos (emplazamiento y protección de equipos, instalaciones de suministro, seguridad del cableado, mantenimiento de equipos, salida de activos fuera de las instalaciones, seguridad de equipos y activos fuera de las instalaciones, reutilización o retiro de equipo de almacenamiento, equipo de usuario desatendido y política de puesto de trabajo y bloqueo de pantalla).
  1. Áreas seguras
  2. Equipamiento
8. Seguridad de las Operaciones: procedimientos y responsabilidades; protección contra malware; resguardo; registro de actividad y monitorización; control del software operativo; gestión de las vulnerabilidades técnicas; coordinación de la auditoría de sistemas de información.
  1. Procedimientos y responsabilidades operativas
  2. Protección ante malware
  3. Copias de seguridad
  4. Registros y monitoreo
  5. Control del software operacional
  6. Gestión del as vulnerabilidades técnicas
  7. Consideraciones en auditorias de sistemas
9. Seguridad de las Comunicaciones: gestión de la seguridad de la red; gestión de las transferencias de información.
  1. Gestión de la seguridad en red
  2. Transferencia de información
10. Adquisición de sistemas, desarrollo y mantenimiento: requisitos de seguridad de los sistemas de información; seguridad en los procesos de desarrollo y soporte; datos para pruebas.
  1. Requisitos de seguridad en sistemas de la información
  2. Seguridad en el desarrollo y proceso de soporte
  3. Pruebas
11. Relaciones con los Proveedores: seguridad de la información en las relaciones con los proveedores; gestión de la entrega de servicios por proveedores.
  1. Seguridad de la información en las relaciones con proveedores
  2. Gestión de la entrega con proveedores
12. Gestión de Incidencias que afectan a la Seguridad de la Información: gestión de las incidencias que afectan a la seguridad de la información; mejoras.
  1. Gestión de incidentes y mejoras
13. Aspectos de Seguridad de la Información para la Gestión de la Continuidad del Negocio: continuidad de la seguridad de la información; redundancias.
  1. Continuidad en la seguridad de la información
  2. Redundancias
14. Conformidad: conformidad con requisitos legales y contractuales; revisiones de la seguridad de la información.
  1. Conformidad con la ley y los requisitos de contratos
  2. Revisiones en la seguridad de la información

Dentro de cada sección, se especifican los objetivos de los distintos controles para la seguridad de la información. Para cada uno de los controles se indica asimismo una guía para su implantación. El número total de controles suma 114 entre todas las secciones aunque cada organización debe considerar previamente cuántos serán realmente los aplicables según sus propias necesidades.

## Certificación
La norma ISO/IEC 17799 es una guía de buenas prácticas y no especifica los requisitos necesarios que puedan permitir el establecimiento de un sistema de certificación adecuado para este documento.
La norma ISO/IEC 27001 (Information technology - Security techniques - Information security management systems - Requirements) sí es certificable y especifica los requisitos necesarios para establecer, implantar, mantener y mejorar un Sistema de Gestión de la Seguridad de la Información según el Ciclo de Deming o ciclo PHVA (acrónimo de Planificar, Hacer, Verificar, Actuar). Es consistente con las mejores prácticas descritas en ISO/IEC 17799 y tiene su origen en la norma británica British Standard BS 7799-2 publicada por primera vez en 1998 y elaborada con el propósito de poder certificar los Sistemas de Gestión de la Seguridad de la Información implantados en las organizaciones y por medio de un proceso formal de auditoría realizado por un tercero.